# Grunj
Grunj je majhen otoček v skupini Brionskih otokov ob jugozahodni obali Istre severozahodno od Pule (Hrvaška).
Grunj leži med otočkoma Galijo in Krasnico (Vango) okoli 3 km zahodno od V. Brijuna. Otoček, ki je porasel z bujnim mediteranskim zelenjem ima površino 0,037 km². Dolžina obalnega pasu je 0,96 km. Najvišjia točka na otočku je visoka 8 mnm.